# Lista rosa
Lista rosa (en alemán, Rosa Liste) es la denominación que se da en Alemania a una serie de listas y bancos de datos recopiladas por los servicios de seguridad sobre homosexuales reales o supuestos. El término probablemente se creó por similitud a la «lista negra». Comenzando en el Imperio alemán existían en Alemania listas de homosexuales masculinos recopiladas por la policía para facilitar el cumplimiento del parágrafo 175 que condenaba la homosexualidad.

## El origen de las listas rosas
La recolección de datos, el estudio y la persecución de crímenes, al igual que la lucha preventiva contra la criminalidad, se convirtió a lo largo del siglo XIX en responsabilidad de la policía. El cuerpo policial empleó desde muy pronto las posibilidades que daba la ciencia y la técnica para su trabajo. En Alemania se empleaba desde la década de 1870 la fotografía, desde la década de 1890 un sistema de medición inventado por el criminalista francés Alphonse Bertillon que recogía características del cuerpo que no cambiaban, finalmente, a principios del siglo XX, se introduce la dactiloscopia, la toma de las huellas dactilares. Estos métodos llevaron pronto a la creación de listas y cartillas que enseguida se subdividieron en casos particulares.
Ya en el siglo XIX aparecieron las primeras «listas de homosexuales» ("Homosexuellenlisten") o «listas de sospechosos de homosexualidad» ("Listen der homosexuell Verdächtigen"), como se solían llamar desde finales del siglo XIX. Homosexuales femeninos no eran incluidos en las listas, ya que el párrafo 175 no condenaba las relaciones sexuales entre mujeres.
El término lista rosa no apareció seguramente hasta después de la Segunda Guerra Mundial, haciendo referencia al triángulo rosa que debían ponerse los homosexuales masculinos en los campos de concentración.

## Imperio Alemán
La primera mención de las «listas de urnings» de la policía es de Karl Heinrich Ulrichs de 1869: «Me han dicho que la policía de Berlín gestiona listas secretas e informes sobre más de 2000 urnings de Berlín».
En 1898, August Bebel, jefe del SPD, el partido socialista alemán, y firmante de la primera petición al Parlamento del Comité científico-humanitario para la eliminación del párrafo 175, señaló que la policía de Berlín tenía listas de nombres de homosexuales:

Pero el número de personas [listadas] es tan grande e implica a personas de todos los estratos sociales, desde los más bajos hasta los más altos, que el Estado prusiano, si persiguiese los delitos contra el párrafo 175 en Berlín, se vería obligado a construir dos nuevas cárceles.

Debido a que una aplicación consecuente de la ley no era posible, Bebel exigió la eliminación del párrafo 175 del código penal.
La lista de homosexuales de Berlín fue creada por Leopold von Meerscheidt-Hüllessem, el fundador del Erkennungsdienst (Servicio de reconocimiento) y primer director de la «Inspección de homosexuales» de la Policía criminal de Berlín cuyo nombre es conocido. Hans von Tresckow, su sucesor como director de la Inspección, confirmó en el Proceso de Eulenburg que en la dirección de policía existía una lista de homosexuales.
En publicaciones contemporáneas hay numerosos indicios sobre la lista policial de homosexuales, pero faltan datos concretos. Según el Comité científico humanitario, el «Álbum de criminales» (Verbrecheralbum) de Berlín tenía a finales de 1905 fotos de 663 pederastas. Estas informaciones provienen, sin embargo, de segunda mano ya que no se conocen los originales ni las actas, con una excepción: en el archivo nacional de Düsseldorf se han encontrado actas de más de 120 páginas. Provienen de los años 1912 a 1914 y documentan el intento del sombrerero de Colonia Albert M. de eliminar su nombre de las listas de homosexuales de Colonia y Düsseldorf.

## Época del nacionalsocialismo
Los datos acumulados por la policía de la República de Weimar cayeron en 1933 en manos de los nazis. Fueron una importante ayuda en la persecución de los homosexuales por la Gestapo y la Kripo (Policía criminal). Esta experiencia histórica explica la sensibilización de los homosexuales alemanes en cuanto al acopio de datos privados dentro de la República Federal. 
En todas las oficinas de la Gestapo y la Kripo se completaron las fichas simples con fotos. De esta forma se conseguía romper el anonimato de los encuentros casuales. En Düsseldorf, el chapero y chantajista Franz A. tuvo que revisar las fichas para identificar a clientes y colegas. «Me mostraron 432 fotos de homosexuales y chaperos de Düsseldorf, declaré que no había tenido que ver nada con ninguna de las personas mostradas.»
Además de las colecciones de datos habituales sobre los homosexuales, existían fichas especiales en las comisarías, como por ejemplo las de chaperos. Los chaperos eran considerados un peligro especial, ya que, junto con otros, se les responsabilizaba de la «extensión» de la homosexualidad.
En 1936 una orden secreta creaba la Reichszentrale zur Bekämpfung der Homosexualität und der Abtreibung (Central del Reich para la lucha contra la homosexualidad y el aborto). En las fichas de la Central no se debían incluir todos los homosexuales. Sus funciones principales eran la lucha contra los chaperos y los llamados «seductores». Además, se debía reunir información sobre «comportamientos sexuales desviados» de miembros del partido nazi y sus organizaciones, así como de opositores políticos. Este conjunto de datos era un medio en la lucha política y debía proporcionar protección adicional frente a la «incursión» de la homosexualidad en las propias filas.

## República Federal desde 1945
En contra de las esperanzas de muchos homosexuales, el artículo 175 se mantuvo vigente en la forma recrudecida del régimen nazi. Fichas que no habían sido destruidas durante la Segunda Guerra Mundial siguieron siendo utilizadas por la Kripo en la República Federal de Alemania. En 1969, fecha en la que se legalizó el sexo homosexual consentido entre adultos, 3.000 hombres en Múnich y 4.500 en Berlín estaban fichados.
Incluso después de la legalización se continuó recogiendo los datos de homosexuales. Un fiscal escribió en la revista «Kriminalistik» lo siguiente, poco antes de la reforma del artículo 175:

A pesar de que posiblemente sea eliminado el artículo 175 del Código Penal, debería mencionarse si no sería del interés público, sobre todo de los hombres jóvenes, el mantener un registro y una cierta vigilancia del círculo de personas correspondiente. [...] No hay mejor método que un registro extremadamente detallado de homosexuales. Puesto que de esos círculos, no puede negarse, provienen los delincuentes pedófilos.

El Handbuch der Kriminalistik (Manual de la criminalística) consideraba todavía en 1978 que era necesario que la policía tuviera registros de los homosexuales para realizar sus funciones en la prevención del crimen. Un alto cargo de la policía no identificado declaró a la revista Der Spiegel: «Estoy convencido de que existen fichas actualizadas de homosexuales en todos los Landeskriminalämter de Alemania.»
Los comentarios en las fichas criminales (antecedentes) fueron efectivamente borradas en 1969. Sin embargo, las bases de datos policiales no fueron destruidas o lo fueron solo en parte. El encargado de la protección de datos de Renania del Norte-Westfalia confirmó en 1980 que «no se ha producido una depuración general de estas antiguas actas [...] a causa del volumen de trabajo que representaría.». 
Europol puede acumular información sobre la orientación sexual de las personas.

## Escándalo IGVP
La policía de Baviera, Turingia y Renania del Norte-Westfalia emplea desde hace algún tiempo el programa IGVP en el que se documentan accidentes de tráfico, denuncias y actos delictivos, con la información completa sobre delincuentes, víctimas y testigos. Este programa posibilitaba una clasificación según la característica «homosexual», lo que permitía las búsquedas correspondientes en el sistema. 
En mayo de 2005 el asunto salió a la luz gracias a un correo electrónico del Verband lesbischer und schwuler Polizeibediensteter e.V. (VelsPol; Asociación de policías lésbicos y gays) de Renania del Norte-Westfalia. La asociación comentaba que en la máscara de introducción de datos bajo el código 901 o la palabra omosex se podían introducir o borrar datos sobre los lugares de reunión de homosexuales. El programa, desarrollado y distribuido por la policía de Baviera, también permitía, siempre según el VelsPol, una búsqueda de lugares del crimen en fechas determinadas, con lo que era muy sencillo determinar quien y cuando había ido a lugares de encuentro de homosexuales. También se podía combinar esa información con el código 902, que servía para los lugares habituales de prostitución. Según información de Der Spiegel, las oficinas de empleo y los registros tenían acceso a los datos de las personas clasificadas bajo omosex y podían identificarlas.
VelsPol solicitó en un escrito interno al Ministerio del Interior que se bloqueara esta posibilidad. Después de negar inicialmente la existencia de la función, se bloqueó la posibilidad, gracias en parte a la presión de los medios de comunicación. El Ministerio del Interior de Baviera, como proveedor del programa, se ha negado a eliminar la función del código informático.

## Lista rosa en otros países
A mediados del siglo XX en Estados Unidos que se desarrolló entre 1950 y 1956 el periodo mcartista, durante el cual el senador republicano Joseph McCarthy (1908-1957) desencadenó un extendido proceso de encarcelamiento, censura y pérdida de derechos políticos contra personas acusadas de simpatizar con ideas socialistas, comunistas, de izquierda o ser homosexuales, elanborandose lista negra de artistas, músicos, actores, escritores, muchos de los cuales debieron exiliarse. Para 1951 la censura se acelero con la elaboración de listas rosas con artistas de Hollywood sospechada de ser homosexuales o bisexuales, que luego se extenderían a la radio, televisión e industria cinematográfica.
En Argentina tras un período de liberalización sexual durante el primer peronismo, con la derogación de edictos policiales que criminalizaban a homosexualidad pública, y el auge de bares y cafés gais en las grandes ciudades del país, entre ellas Rosario, Buenos Aires, La Plata etc y la aparición de figuras abiertamente homosexuales en la escena pública, siguió un periodo de fuerte represión tras el golpe de Estado de 1955 que derrocó al gobierno constitucional de J. Domingo Perón e instaló la dictadura autotitulada Revolución Libertadora. El régimen dictatorial de Eduardo Lonardi y Pedro Eugenio Aramburu proclama como objetivo el "saneamiento moral", lo que llevó a la persecución masiva de homosexuales. A través del diario porteño La Prensa, cercanó al régimen dictatorial se elaboraban listas rosas con artistas, escritores, dramaturgos homosexuales que representaban un peligro para el país, la prensa cercana a la dictadura de Aramburu publicó largas listas de personas de gran prestigio que supuestamente eran homosexuales, muchas de las cuales vieron acabadas sus carreras y marcharon al exilio.Tras el golpe de Estado se elaboraron el las comisarías el país listas de homosexuales y travestis con el objetivo de encarcelamiento masivo bajo el delito de escándalo público establecido en 1955 por Eduardo Lonardi, las listas se extendieron a los colegios y universidades.